# Калабасас
Калаба́сас (англ. Calabasas) — город, расположенный в округе Лос-Анджелес, Калифорния, запад США. Он расположен в юго-западной части долины Сан-Фернандо и горы Санта-Моника. По переписи 2009 года население составляет 22 095 человек. Город формально объединён в 1991 году. Первое упоминание города относится к 1844 году.

## География
Город расположен в юго-западной части долины Сан-Фернандо и включает в себя гору Санта-Моника. Это в 35 км от центра Лос-Анджелеса. Город граничит с Вудленд-Хиллз на северо-востоке, Топангой на юго-востоке, с Малибу на юге, Агурой-Хиллз на западе, и с Хидден-Хиллз на севере.
Калабасас часто сравнивают с Вудленд-Хиллзом и Топангой из-за аналогичной площади, демографии и низкой плотности населения. Но Калабасас единственный из них с широко развитой независимой от Лос-Анджелеса инфраструктурой. Согласно переписи населения, город имеет общую площадь в 34,1 км², причём 0,1 км² занимает водная поверхность. В жаркие месяцы температура в городе на 6-8 градусов выше, чем в граничащем с ним Вудленд-Хиллзом, так как рельеф местности по форме напоминает воронку, задерживающую тепло.

## Демография
В 2005 году в городе было 23 123 человека, 8350 семей и 5544 семей, проживающих в городе. Плотность населения 590.4 чел/км². В городе 8350 единиц жилья со средней плотностью 218.9 чел/км². Расовый состав города включает 85,92 % белых, 2,18 % чёрных или афроамериканцев, 0,13 % коренных американцев, 7,71 % азиатов, 0,04 % выходцев с тихоокеанских островов, 1,31 % другие расы и 2,71 % две и более рас. 4,71 % населения латиноамериканцы или другая раса.
Из 8350 семей 44,4 % имеют детей в возрасте до 18 лет, 64,3 % были супружескими парами, проживающими вместе, 9,0 % были женщины, проживающие без мужей, а 23,3 % не имели семьи. 17,0 % всех домохозяйств состоят из отдельных лиц, в 4,1 % домохозяйств проживают одинокие люди в возрасте 65 лет и старше. Средний размер домохозяйства 2,76, а средний размер семьи 3,14.
В городе 28,6 % населения в возрасте до 18 лет, 5,8 % от 18 до 24 лет, 29,1 % от 25 до 44 лет, 27,9 % от 45 до 64 лет, и 8,6 % в возрасте 65 лет и старше. Средний возраст населения 38 лет. На каждые 100 женщин приходится 94,6 мужчин. На каждые 100 женщин в возрасте 18 лет и старше приходится 90,2 мужчин.
Согласно оценке 2007 года, средний доход на домашнее хозяйство был $104,935, а средний доход на семью $122,482. Мужчины имеют средний доход в $87,049 против $46,403 у женщин. Доход на душу населения составил $48,189. Около 2,1 % семей, или 3,3 % населения имеют доход ниже прожиточного уровня, в том числе 3,4 % из них моложе 18 лет и 1,7 % от 65 лет и старше.

## Экономика

### Главные работодатели
Согласно ежегодному финансовому отчёту города в 2009 году главными работодателями были:
| #  | Работодатель                         | Кол-во сотрудников |
| -- | ------------------------------------ | ------------------ |
| 1  | Las Virgenes Unified School District | 1,672              |
| 2  | Bank of America Home Loans           | 700                |
| 3  | The Cheesecake Factory               | 640                |
| 4  | Alcatel-Lucent                       | 373                |
| 5  | Sedgwick CMS                         | 350                |
| 6  | Viewpoint School                     | 275                |
| 7  | Spirent                              | 210                |
| 8  | City of Calabasas                    | 199                |
| 9  | Informa Research Services            | 173                |
| 10 | ValleyCrest                          | 160                |

## Указ
В 2006 году мэр города Барри Гроувмен издал указ, запрещающий курение во всех общественных местах Калабасаса.